# Daniel Bierofka
Daniel Bierofka, nemški nogometaš in trener, * 7. februar 1979, München, Zahodna Nemčija.
Bierofka je nekdanji nogometni vezist, ki je igral za klube FC Bayern München II, VfB Stuttgart in Bayer 04 Leverkusen.
Za nemško nogometno reprezentanco je odigral tri tekme in dosegel en gol.